# Persone di nome Giacomo
| Questa pagina contiene informazioni ricavate automaticamente dalle voci biografiche con l'ausilio del template Bio e di un bot. L'aggiornamento è periodico e automatico e ricostruisce completamente la pagina. Se manca una persona in questa lista, sei pregato di non aggiungerla, ma accertati piuttosto che la sua voce biografica contenga il template Bio e che i dati anagrafici siano correttamente compilati. Se il template Bio manca, inseriscilo tu stesso o, in alternativa, metti l'avviso {{tmp\|Bio}} che ne segnala la mancanza. Se i dati riportati sono sbagliati, correggi direttamente la voce biografica; le modifiche saranno visibili in questa lista entro pochi giorni. Per chiarimenti vedi il progetto antroponimi. La lista contiene solo le 938 persone che sono citate nell'enciclopedia e per le quali è stato implementato correttamente il template Bio. Pagina aggiornata al 6 ago 2025. |

Questa è una lista di persone presenti nell'enciclopedia che hanno il nome Giacomo, suddivise per attività principale.

## Agronomi(1)
- Camillo Cimati, agronomo e politico italiano (Lerici, n. 1861 - Pontremoli, † 1945)

## Allenatori di calcio(15)
- Giacomo Banchelli, allenatore di calcio e ex calciatore italiano (Vinci, n. 1973)
- Giacomo Blason, allenatore di calcio e calciatore italiano (Fiumicello, n. 1914 - Monfalcone, † 1998)
- Giacomo Ceredi, allenatore di calcio e ex calciatore italiano (Cesena, n. 1966)
- Giacomo Chinellato, allenatore di calcio e ex calciatore italiano (Favaro Veneto, n. 1955)
- Giacomo Dicara, allenatore di calcio e ex calciatore italiano (Spoltore, n. 1970)
- Giacomo Ferrari, allenatore di calcio e ex calciatore italiano (Calcinate, n. 1967)
- Giacomo Ferri, allenatore di calcio e ex calciatore italiano (Crema, n. 1959)
- Giacomo Filippi, allenatore di calcio e ex calciatore italiano (Partinico, n. 1975)
- Giacomo Gattuso, allenatore di calcio e ex calciatore italiano (Como, n. 1968)
- Giacomo Lorenzini, allenatore di calcio e ex calciatore italiano (Cecina, n. 1973)
- Giacomo Modica, allenatore di calcio e ex calciatore italiano (Mazara del Vallo, n. 1964)
- Giacomo Murelli, allenatore di calcio e ex calciatore italiano (San Secondo Parmense, n. 1964)
- Giacomo Tedesco, allenatore di calcio e ex calciatore italiano (Palermo, n. 1976)
- Giacomo Violini, allenatore di calcio e ex calciatore italiano (San Gervasio Bresciano, n. 1957)
- Giacomo Zunico, allenatore di calcio e ex calciatore italiano (Casoria, n. 1960)

## Ambasciatori(1)
- Giacomo Paulucci di Calboli, ambasciatore italiano (Caltagirone, n. 1887 - Roma, † 1961)

## Ammiragli(1)
- Giacomo Dondulo, ammiraglio e politico italiano (Venezia)

## Anatomisti(2)
- Giacomo Giacobini, anatomista italiano (Fobello, n. 1946)
- Giacomo Rezia, anatomista italiano (Menaggio, n. 1745 - Bellagio, † 1825)

## Arbitri di calcio(2)
- Giacomo Bertolio, arbitro di calcio italiano (Torino, n. 1904 - Torino, † 1967)
- Giacomo Camplone, arbitro di calcio italiano (Pescara, n. 1989)

## Archeologi(7)
- Giacomo Boni, archeologo e architetto italiano (Venezia, n. 1859 - Roma, † 1925)
- Giacomo Caputo, archeologo italiano (Agrigento, n. 1901 - Firenze, † 1991)
- Giacomo Castrucci, archeologo italiano (Alvito, n. 1794 - Alvito, † 1858)
- Giacomo Cavillier, archeologo e egittologo italiano (Andria, n. 1969)
- Giacomo Dalla Torre del Tempio di Sanguinetto, archeologo e religioso italiano (Roma, n. 1944 - Roma, † 2020)
- Giacomo Guidi, archeologo italiano (Roma, n. 1884 - Tripoli, † 1935)
- Giacomo Lumbroso, archeologo, storico e glottologo italiano (Il Bardo, n. 1844 - Santa Margherita Ligure, † 1925)

## Architetti(25)
- Giacomo Alberti, architetto svizzero (Bedigliora, n. 1896 - Massagno, † 1973)
- Giacomo Amato, architetto italiano (Palermo, n. 1643 - Palermo, † 1732)
- Giacomo Angelini, architetto svizzero (Monticello di San Vittore, n. 1632 - Eichstätt, † 1714)
- Giacomo Besio, architetto italiano (Savona)
- Giacomo Briano, architetto e gesuita italiano (Modena, n. 1589 - Busseto, † 1649)
- Giacomo Buzzi Leone, architetto italiano (Viggiù, n. 1787 - Viggiù, † 1858)
- Giacomo Coltrini, architetto e pittore italiano († 1501)
- Giacomo Del Duca, architetto e scultore italiano (Cefalù, n. 1520 - Messina, † 1604)
- Giacomo Della Mea, architetto italiano (Chiusaforte, n. 1907 - Udine, † 1968)
- Giacomo Della Porta, architetto e scultore italiano (Porlezza, n. 1532 - Roma, † 1602)
- Mino Fiocchi, architetto italiano (Lecco, n. 1893 - Appiano Gentile, † 1983)
- Giacomo Fontana, architetto e cartografo italiano (Ancona)
- Giacomo Franco, architetto italiano (Verona, n. 1818 - Venezia, † 1895)
- Giacomo Guarinelli, architetto italiano (Napoli, n. 1810 - † 1880)
- Giacomo Leoni, architetto italiano (Venezia, n. 1686 - † 1746)
- Giacomo Minutoli, architetto e abate italiano (Messina, n. 1765 - Messina, † 1827)
- Giacomo Molinari, architetto e astronomo italiano (Cavagnano, n. 1814)
- Giacomo Moraglia, architetto italiano (Milano, n. 1791 - Milano, † 1860)
- Giacomo Muttone, architetto italiano (Milano, n. 1660 - Milano, † 1742)
- Giacomo Quarenghi, architetto e pittore italiano (Rota d'Imagna, n. 1744 - San Pietroburgo, † 1817)
- Giacomo Santarelli, architetto e ingegnere italiano (Forlì, n. 1786 - † 1859)
- Giacomo Tazzini, architetto e ingegnere italiano (Baggio, n. 1785 - Milano, † 1861)
- Giacomo Trombara, architetto italiano (Parma, n. 1741 - San Pietroburgo, † 1811)
- Giacomo Zammattio, architetto italiano (Trieste, n. 1855 - Trieste, † 1927)
- Giacomo Zanetti, architetto italiano (Lugano, n. 1698 - Casale Monferrato, † 1735)

## Arcivescovi cattolici(12)
- Giacomo Campora, arcivescovo cattolico italiano (Genova - Genova, † 1459)
- Giacomo Carabelli, arcivescovo cattolico italiano (Carnago, n. 1886 - Siracusa, † 1932)
- Giacomo Caracciolo, arcivescovo cattolico, diplomatico e funzionario italiano (Martina Franca, n. 1675 - Martina Franca, † 1718)
- Giacomo Cocco, arcivescovo cattolico italiano (Venezia - Roma, † 1565)
- Giacomo De Vincentiis, arcivescovo cattolico italiano (Casoli, n. 1775 - Chieti, † 1866)
- Giacomo Merizzi, arcivescovo cattolico italiano (Tirano, n. 1834 - Tirano, † 1916)
- Giacomo Montanelli, arcivescovo cattolico italiano (Lecco, n. 1877 - Vercelli, † 1944)
- Giacomo Morandi, arcivescovo cattolico italiano (Modena, n. 1965)
- Giacomo Guido Ottonello, arcivescovo cattolico italiano (Masone, n. 1946)
- Giacomo Palombella, arcivescovo cattolico italiano (Acquaviva delle Fonti, n. 1898 - Acquaviva delle Fonti, † 1977)
- Guglielmo II Pusterla, arcivescovo cattolico italiano (Milano - Avignone, † 1370)
- Giacomo Strepa, arcivescovo cattolico, beato e francescano polacco (Cracovia - Leopoli, † 1409)

## Arcivescovi cristiani orientali(1)
- Giacomo Baradeo, arcivescovo cristiano orientale siro (Tella - Edessa, † 578)

## Arcivescovi ortodossi(2)
- Giacomo di Costantinopoli, arcivescovo ortodosso greco (Chio - Moldavia, † 1700)
- Giacomo II di Gerusalemme, arcivescovo ortodosso bizantino († 1482)

## Armatori(1)
- Giacomo Costa, armatore e imprenditore italiano (Santa Margherita Ligure, n. 1836 - † 1916)

## Artigiani(1)
- Giacomo Naretti, artigiano e architetto italiano (Parella, n. 1831 - Asmara, † 1899)

## Artisti(3)
- Giacomo Costa, artista italiano (Firenze, n. 1970)
- Giacomo Raffaelli, artista italiano (Roma, n. 1753 - Roma, † 1836)
- Giacomo Verde, artista e performance artist italiano (Cimitile, n. 1956 - Lucca, † 2020)

## Artisti marziali misti(1)
- Jack Della Maddalena, artista marziale misto australiano (Perth, n. 1996)

## Assistenti arbitrali di calcio(1)
- Giacomo Paganessi, ex assistente arbitrale di calcio italiano (Bergamo, n. 1977)

## Astronomi(2)
- Giacomo Ferrari, astronomo italiano
- Giacomo Filippo Maraldi, astronomo italiano (Perinaldo, n. 1665 - Parigi, † 1729)

## Attivisti(1)
- Giacomo Petrotta, attivista italiano (Piana degli Albanesi)

## Attori(14)
- Giacomo Almirante, attore italiano (Palermo, n. 1875 - Roma, † 1944)
- Giacomo Civiletti, attore, comico e regista italiano (Palermo, n. 1951)
- Giacomo Colavito, attore italiano (Roma, n. 1994)
- Giacomo Ferrara, attore italiano (Chieti, n. 1990)
- Giacomo Furia, attore italiano (Arienzo, n. 1924 - Roma, † 2015)
- Giacomo Gianniotti, attore italiano (Roma, n. 1989)
- Giacomo Giorgio, attore italiano (Napoli, n. 1998)
- Giacomo Gonnella, attore italiano (Vinci, n. 1967)
- Giacomo Moschini, attore italiano (Padova, n. 1896 - Roma, † 1943)
- Giacomo Piperno, attore, doppiatore e direttore del doppiaggio italiano (Roma, n. 1936)
- Giacomo Quattromini, attore cinematografico e attore teatrale italiano (Zibello, n. 1949 - Roma, † 2019)
- Giacomo Rizzo, attore italiano (Napoli, n. 1939)
- Giacomo Rosselli, attore italiano (Milano, n. 1961)
- Giacomo Rossi Stuart, attore italiano (Todi, n. 1925 - Roma, † 1994)

## Attori teatrali(1)
- Giacomo Modena, attore teatrale italiano (Mori, n. 1757 - Treviso, † 1841)

## Aviatori(1)
- Giacomo Di Napoli, aviatore e nuotatore italiano (Prato, n. 2002 - Castel Viscardo, † 2022)

## Avventurieri(1)
- Giacomo Casanova, avventuriero, letterato e agente segreto italiano (Venezia, n. 1725 - Duchcov, † 1798)

## Avvocati(11)
- Giacomo Bonicelli, avvocato e politico italiano (Brescia, n. 1861 - Brescia, † 1930)
- Giacomo Calleri, avvocato e politico italiano (Roburent, n. 1846 - Mondovì, † 1925)
- Giacomo Coppola, avvocato e politico italiano (Altomonte, n. 1797 - Napoli, † 1872)
- Giacomo Curreno, avvocato e politico italiano (Torino, n. 1868 - Narzole, † 1923)
- Giacomo De Palma, avvocato e politico italiano (Frosinone, n. 1899 - † 1976)
- Giacomo Giovanetti, avvocato e politico italiano (Orta, n. 1787 - Novara, † 1849)
- Giacomo Filippo Lacaita, avvocato, docente e politico italiano (Manduria, n. 1813 - Napoli, † 1895)
- Giacomo Angelo Lotti, avvocato, notaio e politico svizzero (Bignasco, n. 1784 - Bellinzona, † 1850)
- Giacomo Mancini, avvocato e politico italiano (Bologna, n. 1972)
- Giacomo Pala, avvocato e politico italiano (Luras, n. 1849 - Roma, † 1927)
- Giacomo Parvopassu, avvocato e dirigente sportivo italiano (Torino, n. 1878 - Torino, † 1936)

## Banchieri(2)
- Giacomo Grillo, banchiere italiano (Genova, n. 1830 - Roma, † 1895)
- Giacomo Oneto, banchiere e politico italiano (Genova, n. 1790 - Genova, † 1873)

## Baritoni(2)
- Arturo Pessina, baritono italiano (Garlasco, n. 1858 - Torino, † 1926)
- Giacomo Rimini, baritono italiano (Verona, n. 1888 - Chicago, † 1952)

## Bassi(2)
- Giacomo Prestia, basso italiano (Firenze, n. 1960)
- Giacomo Vaghi, basso italiano (Como, n. 1901 - Roma, † 1978)

## Beati(1)
- Giacomo l'Elemosiniere, beato italiano (Città della Pieve - Chiusi, † 1304)

## Bibliografi(1)
- Giacomo Maria Manzoni, bibliografo e politico italiano (Lugo, n. 1816 - Lugo, † 1889)

## Bobbisti(1)
- Giacomo Conti, bobbista italiano (Palermo, n. 1918 - Verona, † 1992)

## Botanici(2)
- Giacomo Antonio Cortuso, botanico italiano (Padova, n. 1513 - Padova, † 1603)
- Giacomo Zanoni, botanico italiano (Montecchio Emilia, n. 1615 - Bologna, † 1682)

## Briganti(2)
- Giacomo Carciocchi, brigante italiano (Plesio - Plesio)
- Giacomo Pisano, brigante italiano (Pedace - Tiriolo, † 1808)

## Canottieri(2)
- Giacomo Gentili, canottiere italiano (Cremona, n. 1997)
- Giacomo Perini, canottiere italiano (Roma, n. 1996)

## Cantanti(3)
- Jack Guerrini, cantante e attore italiano (Torino, n. 1937 - Torino, † 1970)
- Giacomo Rondinella, cantante e attore italiano (Messina, n. 1923 - Roma, † 2015)
- Giacomo Tosti, cantante e produttore discografico italiano (Roma, n. 1945)

## Cantautori(1)
- Jack Jaselli, cantautore e chitarrista italiano (Milano, n. 1980)

## Cardinali(33)
- Giacomo Ammannati Piccolomini, cardinale, vescovo cattolico e umanista italiano (Pescia, n. 1422 - Bolsena, † 1479)
- Giacomo de Angelis, cardinale e arcivescovo cattolico italiano (Pisa, n. 1610 - Barga, † 1695)
- Giacomo Antonelli, cardinale italiano (Sonnino, n. 1806 - Roma, † 1876)
- Giacomo Biffi, cardinale e arcivescovo cattolico italiano (Milano, n. 1928 - Bologna, † 2015)
- Giacomo Boncompagni, cardinale e arcivescovo cattolico italiano (Isola del Liri, n. 1652 - Roma, † 1731)
- Giacomo Luigi Brignole, cardinale italiano (Genova, n. 1797 - Roma, † 1853)
- Giacomo Cantelmo, cardinale e arcivescovo cattolico italiano (Napoli, n. 1640 - Napoli, † 1702)
- Giacomo di Cardona e Gandia, cardinale, vescovo cattolico e politico spagnolo (Urgell - Cervera, † 1466)
- Giacomo da Castell'Arquato, cardinale italiano (Castell'Arquato - Roma, † 1253)
- Giacomo Cattani, cardinale e arcivescovo cattolico italiano (Brisighella, n. 1823 - Ravenna, † 1887)
- Giacomo Cavalieri, cardinale italiano (Roma, n. 1565 - Tivoli, † 1629)
- Giacomo Colonna, cardinale italiano (Roma - Avignone, † 1318)
- Giacomo Corradi, cardinale e vescovo cattolico italiano (Ferrara, n. 1602 - Roma, † 1666)
- Giacomo Filippo Fransoni, cardinale e arcivescovo cattolico italiano (Genova, n. 1775 - Roma, † 1856)
- Giacomo Franzoni, cardinale e vescovo cattolico italiano (Genova, n. 1612 - Roma, † 1697)
- Giacomo di Coimbra, cardinale e arcivescovo cattolico portoghese (Lisbona, n. 1433 - Firenze, † 1459)
- Jacopo da Pecorara, cardinale italiano (Piacenza - Roma, † 1244)
- Giacomo Giustiniani, cardinale e arcivescovo cattolico italiano (Roma, n. 1769 - Roma, † 1843)
- Giacomo Isolani, cardinale italiano (Bologna, n. 1360 - Milano, † 1431)
- Giacomo Lanfredini, cardinale e vescovo cattolico italiano (Firenze, n. 1680 - Roma, † 1741)
- Giacomo Lercaro, cardinale italiano (Quinto al Mare, n. 1891 - Ponticella, † 1976)
- Giacomo Filippo Nini, cardinale italiano (Siena, n. 1629 - Roma, † 1680)
- Giacomo Oddi, cardinale e arcivescovo cattolico italiano (Perugia, n. 1679 - Viterbo, † 1770)
- Giacomo Orsini, cardinale italiano (Roma - Vicovaro, † 1379)
- Giacomo Piccolomini, cardinale italiano (Siena, n. 1795 - Siena, † 1861)
- Giacomo Puteo, cardinale e arcivescovo cattolico italiano (Maiorca, n. 1495 - Roma, † 1563)
- Giacomo Rospigliosi, cardinale italiano (Pistoia, n. 1628 - Roma, † 1684)
- Giacomo Sannesio, cardinale e vescovo cattolico italiano (Belforte, n. 1560 - Roma, † 1621)
- Giacomo Savelli, cardinale e vescovo italiano (Roma, n. 1523 - Roma, † 1587)
- Giacomo Serra, cardinale italiano (Genova, n. 1570 - Roma, † 1623)
- Giacomo Simonetta, cardinale e vescovo cattolico italiano (Milano - Roma, † 1539)
- Giacomo Tebaldi, cardinale e arcivescovo cattolico italiano (Roma - Roma, † 1466)
- Giacomo Violardo, cardinale italiano (Govone, n. 1898 - Roma, † 1978)

## Cartografi(2)
- Giacomo Cantelli, cartografo italiano (Vignola, n. 1643 - † 1695)
- Giacomo Gastaldi, cartografo italiano (Villafranca Piemonte, n. 1500 - Venezia, † 1566)

## Ceramisti(2)
- Giacomo Boselli, ceramista italiano (Savona, n. 1744 - Legino, † 1808)
- Giacomo Gentili il Giovane, ceramista italiano (Castelli, n. 1717 - Castelli, † 1765)

## Cestisti(13)
- Giacomo Bloise, cestista italiano (Erba, n. 1990)
- Giacomo Cicognani, ex cestista italiano (Ravenna, n. 1992)
- Giacomo Devecchi, ex cestista e dirigente sportivo italiano (Sant'Angelo Lodigiano, n. 1985)
- Giacomo Eliantonio, cestista italiano (Terni, n. 1988)
- Giacomo Galanda, ex cestista e dirigente sportivo italiano (Udine, n. 1975)
- Giacomo Gurini, cestista italiano (Pesaro, n. 1984)
- Giacomo Maspero, cestista italiano (Como, n. 1992)
- Giacomo Rossi, ex cestista italiano (Porto San Giorgio, n. 1951)
- Giacomo Sanguinetti, cestista italiano (Pietrasanta, n. 1990)
- Giacomo Sereni, cestista italiano (Padova, n. 1984)
- Giacomo Sgorbati, cestista italiano (Castel San Pietro Terme, n. 1997)
- Giacomo Zatti, ex cestista italiano (Savona, n. 1963)
- Giacomo Zilli, cestista italiano (Cividale del Friuli, n. 1995)

## Chimici(3)
- Giacomo Luigi Ciamician, chimico austriaco (Trieste, n. 1857 - Bologna, † 1922)
- Giacomo Costa, chimico italiano (Trieste, n. 1922 - † 2015)
- Giacomo Manuelli, chimico, fisico e ingegnere italiano (Niella Tanaro, n. 1834 - Reggio Emilia, † 1905)

## Chirurghi(1)
- Filippo Giacomo Novaro, chirurgo italiano (Diano Serreta, n. 1843 - Diano Marina, † 1934)

## Chitarristi(3)
- Giacomo Castellano, chitarrista e musicista italiano (Firenze, n. 1969)
- Giacomo Merchi, chitarrista italiano (n. 1730 - † 1789)
- Giacomo Palazzesi, chitarrista italiano (n. 1983)

## Ciclisti su strada(6)
- Giacomo Berlato, ciclista su strada e mountain biker italiano (Schio, n. 1992)
- Giacomo Capella, ciclista su strada italiano (Milano)
- Giacomo Fini, ex ciclista su strada italiano (Seravezza, n. 1934)
- Giacomo Fornoni, ciclista su strada e pistard italiano (Gromo, n. 1939 - Rogeno, † 2016)
- Giacomo Nizzolo, ciclista su strada italiano (Milano, n. 1989)
- Giacomo Zampieri, ciclista su strada italiano (Agna, n. 1924 - Cittadella, † 2023)

## Circensi(1)
- Giacomo Cireni, circense italiano (Milano, n. 1884 - Milano, † 1956)

## Collezionisti d'arte(2)
- Giacomo Filippo Durazzo, collezionista d'arte e naturalista italiano (n. 1729 - † 1812)
- Giacomo Melzi, collezionista d'arte italiano (Milano, n. 1721 - † 1802)

## Comici(2)
- Battaglia e Miseferi, comico italiano (Reggio Calabria, n. 1965 - Cinquefrondi, † 2019)
- Giacomo Poretti, comico, attore e sceneggiatore italiano (Villa Cortese, n. 1956)

## Compositori(25)
- Giacomo Bellucci, compositore italiano (Recanati, n. 1928 - Pesaro, † 2015)
- Giacomo Benvenuti, compositore italiano (Toscolano Maderno, n. 1885 - Salò, † 1943)
- Giacomo Carissimi, compositore italiano (Marino, n. 1605 - Roma, † 1674)
- Ignazio Cirri, compositore, organista e presbitero italiano (Forlì, n. 1711 - Forlì, † 1787)
- Giacomo Cordella, compositore italiano (Napoli, n. 1783 - Napoli, † 1847)
- Giacomo Dell'Orso, compositore, arrangiatore e polistrumentista italiano (Ofena, n. 1930 - Roma, † 2024)
- Giacomo Facco, compositore, violoncellista e violinista italiano (Marsango, n. 1676 - Madrid, † 1753)
- Giacomo Gotifredo Ferrari, compositore italiano (Rovereto, n. 1763 - Londra, † 1842)
- Giacomo Gorzanis, compositore italiano (Trieste)
- Giacomo Insanguine, compositore e organista italiano (Monopoli, n. 1728 - Napoli, † 1793)
- Giacomo Lacerenza, compositore, direttore di banda e trombettista italiano (Trinitapoli, n. 1885 - Roma, † 1952)
- Giacomo Longo, compositore italiano (Messina, n. 1833 - Messina, † 1906)
- Giacomo Maccari, compositore italiano (Roma - Venezia)
- Giacomo Manzoni, compositore, critico musicale e traduttore italiano (Milano, n. 1932)
- Giacomo Meyerbeer, compositore tedesco (Tasdorf, n. 1791 - Parigi, † 1864)
- Giacomo Orefice, compositore e pianista italiano (Vicenza, n. 1865 - Milano, † 1922)
- Giacomo Panizza, compositore italiano (Castellazzo Bormida, n. 1803 - Milano, † 1860)
- Giacomo Antonio Perti, compositore italiano (Bologna, n. 1661 - Bologna, † 1756)
- Giacomo Puccini, compositore italiano (Lucca, n. 1858 - Bruxelles, † 1924)
- Giacomo Rampini, compositore italiano (Padova, n. 1680 - Padova, † 1760)
- Giacomo Rust, compositore italiano (Roma, n. 1741 - Barcellona, † 1786)
- Giacomo Sellitto, compositore italiano (Napoli, n. 1701 - Napoli, † 1763)
- Giacomo Setaccioli, compositore italiano (Corneto, n. 1868 - Siena, † 1925)
- Giacomo Simonelli, compositore, arrangiatore e cantante italiano (Napoli)
- Giacomo Tritto, compositore italiano (Altamura, n. 1733 - Napoli, † 1824)

## Condottieri(7)
- Giacomo Attendolo, condottiero italiano (Cotignola, n. 1369 - Pescara, † 1424)
- Giacomo Dal Verme, condottiero italiano (Verona - Verona)
- Saccardo da Soncino, condottiero italiano († 1520)
- Giacomo Malatesta, condottiero italiano (n. 1530 - Roma, † 1600)
- Giacomo Orsini, conte di Tagliacozzo, condottiero italiano (Tagliacozzo - † 1431)
- Boldrino da Panicale, condottiero italiano (Panicale - Macerata, † 1391)
- Giacomo Secco, condottiero italiano (n. 1451 - Caravaggio, † 1512)

## Conduttori radiofonici(1)
- Giacomo Valenti, conduttore radiofonico, telecronista sportivo e opinionista italiano (Livorno, n. 1966)

## Critici cinematografici(1)
- Giacomo Gambetti, critico cinematografico italiano (Imola, n. 1932 - Imola, † 2024)

## Critici letterari(1)
- Giacomo Antonini, critico letterario e agente segreto italiano (Venezia, n. 1901 - Parigi, † 1983)

## Cuochi(2)
- Nino Bergese, cuoco italiano (Saluzzo, n. 1904 - Genova, † 1977)
- Giacomo Bulleri, cuoco e imprenditore italiano (Collodi, n. 1925 - Milano, † 2019)

## Danzatori(1)
- Giacomo Rovero, ballerino italiano (Piacenza, n. 1997)

## Diplomatici(5)
- Giacomo Attolico, diplomatico italiano (Rio de Janeiro, n. 1928 - Roma, † 2020)
- Giacomo Chizzola, diplomatico, agronomo e umanista italiano (Brescia, n. 1502 - Brescia, † 1586)
- Giacomo Cusani, diplomatico e politico italiano (Milano, n. 1418 - Milano, † 1483)
- Giacomo Durazzo, diplomatico italiano (Genova, n. 1717 - Venezia, † 1794)
- Giacomo Gherardi, diplomatico e presbitero italiano (Volterra, n. 1434 - Aquino, † 1516)

## Direttori d'orchestra(2)
- Giacomo Sagripanti, direttore d'orchestra italiano (Giulianova, n. 1982)
- Giacomo Zani, direttore d'orchestra e musicologo italiano (Casalmaggiore, n. 1932 - Casalmaggiore, † 2021)

## Dirigenti d'azienda(1)
- Giacomo Ferretti, dirigente d'azienda e politico italiano (Roma, n. 1862 - Roma, † 1944)

## Dirigenti sportivi(2)
- Giacomo Baracchi, dirigente sportivo e calciatore italiano (Bergamo, n. 1922 - Bergamo, † 2012)
- Giacomo Randazzo, dirigente sportivo italiano (Caltagirone, n. 1935)

## Divulgatori scientifici(1)
- Giacomo Montanari, divulgatore scientifico italiano (Genova, n. 1984)

## Dogi(6)
- Giacomo Maria Brignole, doge (Genova, n. 1724 - Firenze, † 1801)
- Giacomo De Franchi Toso, doge (Genova, n. 1590 - Genova, † 1657)
- Giacomo Fregoso, doge (Genova, n. 1340 - Genova, † 1420)
- Giacomo Grimaldi Durazzo, doge (Genova, n. 1503 - Genova, † 1579)
- Giacomo Lomellini, doge (Genova, n. 1570 - Genova, † 1652)
- Giacomo Promontorio, doge (Genova, n. 1508 - Genova, † 1578)

## Drammaturghi(2)
- Mario Leoni, commediografo, giornalista e politico italiano (Torino, n. 1847 - Torino, † 1931)
- Giacomo Marulli, commediografo italiano (Napoli, n. 1822 - Napoli, † 1883)

## Economisti(5)
- Giacomo Acerbo, economista e politico italiano (Loreto Aprutino, n. 1888 - Roma, † 1969)
- Giacomo Becattini, economista italiano (Firenze, n. 1927 - Scandicci, † 2017)
- Giacomo Pignataro, economista italiano (Caltagirone, n. 1963)
- Giacomo Savarese, economista e politico italiano (Napoli, n. 1808 - Napoli, † 1884)
- Giacomo Vaciago, economista e politico italiano (Piacenza, n. 1942 - Piacenza, † 2017)

## Editori musicali(1)
- Giacomo Vincenti, editore musicale italiano († 1619)

## Enologi(1)
- Giacomo Tachis, enologo italiano (Poirino, n. 1933 - Firenze, † 2016)

## Entomologi(1)
- Giacomo Cecconi, entomologo e naturalista italiano (Fano, n. 1866 - Fano, † 1941)

## Esploratori(3)
- Giacomo Costantino Beltrami, esploratore e patriota italiano (Bergamo, n. 1779 - Filottrano, † 1855)
- Giacomo Castiglione, esploratore italiano (Genova, n. 1492)
- Giacomo Facchinetti, esploratore italiano (Curio, n. 1897 - Perù, † 1932)

## Fantini(1)
- Giacomo Giovannetti, fantino italiano (Scarlino)

## Filologi(1)
- Giacomo Martorelli, filologo italiano (Napoli, n. 1699 - Napoli, † 1777)

## Filosofi(6)
- Giacomo Andrea Abbà, filosofo italiano (Farigliano, n. 1780 - Torino, † 1836)
- Giacomo Accarisi, filosofo e vescovo cattolico italiano (Bologna, n. 1599 - Vico del Gargano, † 1653)
- Giacomo Barzellotti, filosofo italiano (Firenze, n. 1844 - Piancastagnaio, † 1917)
- Giacomo da Viterbo, filosofo, teologo e arcivescovo cattolico italiano (Viterbo - Napoli, † 1307)
- Giacomo Marramao, filosofo italiano (Catanzaro, n. 1946)
- Giacomo Soleri, filosofo e teologo italiano (Pagliero di San Damiano Macra, n. 1910 - Saluzzo, † 1963)

## Fisici(2)
- Giacomo Mauro D'Ariano, fisico italiano (Alessandria, n. 1955)
- Giacomo Maria Paci, fisico italiano (Napoli, n. 1798 - † 1853)

## Fondisti(2)
- Giacomo Mosele, ex fondista italiano (Asiago, n. 1925)
- Giacomo Scalet, fondista italiano (Transacqua, n. 1909 - Feltre, † 1990)

## Fotografi(3)
- Giacomo Brogi, fotografo italiano (Firenze, n. 1822 - Firenze, † 1881)
- Giacomo Caneva, fotografo e pittore italiano (Padova, n. 1813 - Roma, † 1865)
- Giacomo Pozzi Bellini, fotografo italiano (Faenza, n. 1907 - Roma, † 1990)

## Francescani(1)
- Giacomo Tomasi Caetani, francescano italiano (Anagni - Roma, † 1300)

## Fumettisti(4)
- Giacomo Bevilacqua, fumettista italiano (Roma, n. 1983)
- Giacomo Danubio, fumettista italiano (Caltagirone, n. 1967)
- Giacomo Nanni, fumettista e illustratore italiano (Rimini, n. 1971)
- Giacomo Pueroni, fumettista italiano (Torino, n. 1964 - Gorizia, † 2017)

## Funzionari(4)
- Giacomo Bassi, funzionario italiano (Gottro, n. 1896 - Gottro, † 1968)
- Giacomo Grandoni, funzionario e politico italiano (Pitigliano, n. 1797 - Scansano, † 1855)
- Giacomo Rosapepe, funzionario italiano († 1978)
- Giacomo Vigliani, prefetto e politico italiano (Pollone, n. 1862 - Roma, † 1942)

## Generali(12)
- Giacomo Antonini, generale e politico italiano (Prato Sesia, n. 1792 - Borgosesia, † 1854)
- Giacomo Appiotti, generale e politico italiano (Torino, n. 1873 - Roma, † 1948)
- Giacomo Carboni, generale italiano (Reggio Emilia, n. 1889 - Roma, † 1973)
- Giacomo Carderina, generale italiano (Genova, n. 1804 - Torino, † 1879)
- Giacomo De Asarta, generale e politico italiano (Sampierdarena, n. 1780 - Milano, † 1857)
- Giacomo Desenzani, generale italiano (Castiglione delle Stiviere, n. 1863 - † 1950)
- Giacomo Durando, generale e politico italiano (Mondovì, n. 1807 - Roma, † 1894)
- Giacomo Medici, generale e politico italiano (Milano, n. 1817 - Roma, † 1882)
- Giacomo Filippo de Meester Hüyoel, generale e patriota italiano (Milano, n. 1765 - Lugano, † 1852)
- Giacomo Metellini, generale e aviatore italiano (Trieste, n. 1912 - Vittorio Veneto, † 2012)
- Giacomo Ponzio, generale italiano (Milano, n. 1865 - Torino, † 1939)
- Giacomo Zanussi, generale italiano (Aviano, n. 1894 - Milano, † 1966)

## Geologi(1)
- Giacomo Trabucco, geologo, cartografo e paleontologo italiano (Carpeneto, n. 1845 - † 1924)

## Germanisti(1)
- Giacomo Cacciapaglia, germanista e traduttore italiano

## Gesuiti(3)
- Giacomo Maria Airoli, gesuita e orientalista italiano (Genova, n. 1660 - Roma, † 1721)
- Giacomo Lubrano, gesuita, poeta e scrittore italiano (Napoli, n. 1619 - Napoli, † 1693)
- Giacomo Rho, gesuita italiano (Milano, n. 1593 - Pechino, † 1638)

## Ginecologi(1)
- Giacomo Emilio Curatulo, ginecologo e politico italiano (Marsala, n. 1864 - Roma, † 1948)

## Ginnasti(1)
- Giacomo Del Mauro, ginnasta e pallamanista italiano (Napoli, n. 1960 - Avellino, † 1987)

## Giocatori di calcio a 5(1)
- Giacomo Azzoni, giocatore di calcio a 5 italiano (Venezia, n. 1995)

## Giocatori di poker(1)
- Giacomo Fundarò, giocatore di poker italiano (Castellammare del Golfo, n. 1986)

## Giuristi(8)
- Giacomo Belvisi, giurista italiano (Bologna - Bologna, † 1335)
- Giacomo Caimo, giurista italiano (Udine, n. 1609 - Padova, † 1679)
- Giacomo Conti, giurista, magistrato e religioso italiano
- Giacomo Delitala, giurista e avvocato italiano (Sassari, n. 1902 - Milano, † 1972)
- Giacomo Daino, giurista e archivista italiano (Mantova - Mantova, † 1560)
- Giacomo Macrì, giurista e politico italiano (Messina, n. 1831 - Messina, † 1908)
- Giacomo Menochio, giurista italiano (Pavia, n. 1532 - Pavia, † 1607)
- Giacomo Perticone, giurista e storico italiano (Catania, n. 1892 - Roma, † 1979)

## Glottologi(2)
- Giacomo De Gregorio, glottologo italiano (Palermo, n. 1856 - Palermo, † 1936)
- Giacomo Devoto, glottologo e linguista italiano (Genova, n. 1897 - Firenze, † 1974)

## Hockeisti su ghiaccio(3)
- Giacomo Beltrametti, ex hockeista su ghiaccio svizzero (n. 1989)
- Giacomo Casserini, hockeista su ghiaccio svizzero (Locarno, n. 1990)
- Giacomo Dal Pian, hockeista su ghiaccio svizzero (n. 1993)

## Hockeisti su pista(1)
- Giacomo Maremmani, hockeista su pista italiano (Barga, n. 1998)

## Imperatori(1)
- Giacomo del Balzo, imperatore (Taranto, † 1383)

## Imprenditori(9)
- Giacomo Bologna, imprenditore e agricoltore italiano (Rocchetta Tanaro, n. 1938 - Rocchetta Tanaro, † 1990)
- Giacomo Brufani, imprenditore italiano (Assisi, n. 1831 - Perugia, † 1892)
- Giacomo Ceconi, imprenditore italiano (Pielungo, n. 1833 - Udine, † 1910)
- Giacomo Colussi, imprenditore italiano (Venezia, n. 1914 - Milano, † 1999)
- Giacomo Grazioli, imprenditore italiano (Milano, † 1945)
- Giacomo Maiolini, imprenditore italiano (Pedrocca, n. 1963)
- Giacomo Miari, imprenditore, generale e politico italiano (Padova, n. 1870 - Padova, † 1946)
- Giacomo Morra, imprenditore italiano (La Morra, n. 1889 - Alba, † 1963)
- Giacomo Filippo Penco, imprenditore e politico italiano (n. 1807 - Genova, † 1854)

## Impresari teatrali(1)
- Giacomo d'Alibert, impresario teatrale francese (Parigi, n. 1626 - Roma, † 1713)

## Incisori(5)
- Giacomo Amoretti, incisore e orologiaio italiano (San Pancrazio Parmense, n. 1738 - † 1820)
- Giacomo Franco, incisore e editore italiano (Venezia, n. 1550 - Venezia, † 1620)
- Giacomo Lauro, incisore italiano
- Giacomo Leonardis, incisore italiano (Palmanova, n. 1723 - Venezia, † 1797)
- Giacomo Pichler, incisore italiano (Roma, n. 1778 - Milano, † 1815)

## Informatici(2)
- Giacomo Marini, informatico e imprenditore italiano (Cugnoli, n. 1951)
- Giacomo Slemer, informatico italiano (Verona, n. 1987 - Nago-Torbole, † 2012)

## Ingegneri(12)
- Giacomo Antonelli, ingegnere italiano (Terzo di Aquileia, n. 1834 - Terzo di Aquileia, † 1927)
- Giacomo Agostino Brusco, ingegnere e cartografo italiano (Savona, n. 1739 - Genova, † 1817)
- Giacomo Cao, ingegnere italiano (Cagliari, n. 1960)
- Giacomo Enrico Casati, ingegnere e progettista italiano (Sondrio, n. 1879 - Bologna, † 1965)
- Giacomo Chiapponi, ingegnere e politico italiano (Piacenza, n. 1894 - Piacenza, † 1993)
- Giacomo Fauser, ingegnere e chimico italiano (Novara, n. 1892 - Novara, † 1971)
- Giacomo Castriotto, ingegnere italiano (Urbino - Calais, † 1563)
- Giacomo Matté-Trucco, ingegnere italiano (Trévy, n. 1869 - Torino, † 1934)
- Giacomo Mosso, ingegnere aeronautico italiano (Torino, n. 1903 - Biella, † 1988)
- Giacomo Prandina, ingegnere, militare e partigiano italiano (San Pietro in Gu, n. 1917 - Gusen, † 1945)
- Giacomo Reggio, ingegnere e politico italiano (Oneglia, n. 1858 - Genova, † 1950)
- Giacomo Roster, ingegnere e architetto italiano (n. 1837 - † 1905)

## Intagliatori(2)
- Giacomo Piazzetta, intagliatore e scultore italiano (Pederobba - Venezia, † 1705)
- Giacomo Strobl junior, intagliatore italiano (Cles, n. 1675 - Cles, † 1749)

## Judoka(1)
- Giacomo De Cerce, judoka italiano (Milano, n. 1960)

## Latinisti(1)
- Giacomo Giri, latinista e grammatico italiano (Roma, n. 1852 - Roma, † 1934)

## Letterati(5)
- Giacomo Castelli, letterato, avvocato e filologo italiano (Carbone, n. 1688 - Napoli, † 1759)
- Giacomo Grimaldi, letterato, archivista e presbitero italiano (Bologna, n. 1568 - Roma, † 1623)
- Luigi Ornato, letterato, filosofo e patriota italiano (Caramagna Piemonte, n. 1787 - Torino, † 1842)
- Giacomo Passarelli, letterato italiano († 1496)
- Giacomo Stroffolini, letterato italiano (Casapulla, n. 1830 - Casapulla, † 1891)

## Librettisti(2)
- Giacomo Francesco Bussani, librettista italiano
- Giacomo Sacchero, librettista, poeta e botanico italiano (Catania, n. 1813 - Catania, † 1875)

## Linguisti(2)
- Giacomo Lignana, linguista italiano (Tronzano Vercellese, n. 1827 - Roma, † 1891)
- Giacomo Micaglia, linguista e lessicografo italiano (Peschici, n. 1601 - Sassello, † 1654)

## Liutai(1)
- Giacomo Bisiach, liutaio italiano (Milano, n. 1900 - Venegono Superiore, † 1995)

## Mafiosi(2)
- Giacomo Colosimo, mafioso italiano (Colosimi, n. 1878 - Chicago, † 1920)
- Giacomo DiNorscio, mafioso statunitense (Filadelfia, n. 1940 - † 2004)

## Magistrati(2)
- Giacomo Calabria, magistrato e politico italiano (Marigliano, n. 1841 - Roma, † 1926)
- Giacomo Giuseppe Costa, magistrato e politico italiano (Milano, n. 1833 - Ovada, † 1897)

## Maratoneti(1)
- Giacomo Leone, ex maratoneta italiano (Francavilla Fontana, n. 1971)

## Matematici(4)
- Giacomo Albanese, matematico italiano (Geraci Siculo, n. 1890 - San Paolo del Brasile, † 1947)
- Giacomo Bellacchi, matematico italiano (Altamura, n. 1838 - Firenze, † 1924)
- Giacomo Candido, matematico italiano (Guagnano, n. 1871 - Galatina, † 1941)
- Giacomo Venturoli, matematico italiano

## Medaglisti(1)
- Jacopo Nizzola, medaglista, incisore e scultore italiano (Trezzo sull'Adda, n. 1515 - Madrid, † 1589)

## Medici(10)
- Giacomo Albini, medico italiano († 1348)
- Giacomo Barzellotti, medico italiano (Piancastagnaio, n. 1768 - Pisa, † 1839)
- Giacomo Attilio Cermenati, medico e politico italiano (Lecco, n. 1881 - † 1963)
- Giacomo Contri, medico e psicoanalista italiano (Ivrea, n. 1941 - Milano, † 2022)
- Giacomo Andrea Giacomini, medico e farmacologo italiano (Mocasina, n. 1796 - Padova, † 1849)
- Giacomo Mazzini, medico e politico italiano (Chiavari, n. 1767 - Genova, † 1848)
- Giacomo Minerbi, medico italiano (Ferrara, n. 1886 - † 1930)
- Giacomo Sangalli, medico e politico italiano (Treviglio, n. 1821 - Pavia, † 1897)
- Giacomo Tamburino, medico italiano (Catania, n. 1925 - Catania, † 2022)
- Giacomo Tommasini, medico, patologo e fisiologo italiano (Parma, n. 1768 - † 1846)

## Mercanti(2)
- Giacomo di Lello di Cecco, mercante e politico italiano (Roma - Roma)
- Giacomo Sannazzari della Ripa, mercante e collezionista d'arte italiano (Rivanazzano, n. 1755 - † 1804)

## Mezzofondisti(1)
- Giacomo Peppicelli, mezzofondista italiano (Città della Pieve, n. 1928 - Paciano, † 2011)

## Militari(27)
- Giacomo Acerbi, ufficiale e imprenditore italiano (Castel Goffredo, n. 1731 - Castel Goffredo, † 1811)
- Giacomo Acqua, militare italiano (Serra San Quirico, n. 1834 - Genazzano, † 1874)
- Giacomo Biga, militare e ingegnere italiano (Laigueglia, n. 1760 - Genova, † 1827)
- Giacomo Bove, ufficiale e esploratore italiano (Maranzana, n. 1852 - Verona, † 1887)
- Giacomo Brunengo, militare italiano (Pieve di Teco, n. 1911 - Campagna italiana di Grecia, † 1941)
- Giacomo Caputo, militare italiano (Galatone, n. 1892 - Catania, † 1936)
- Giacomo Cavalli, militare e politico italiano (Verona - Venezia, † 1384)
- Giacomo Cesaroni, militare italiano (Sutri, n. 1921 - Seconda battaglia di El Alamein, † 1942)
- Giacomo Cocco, militare italiano (Venezia, n. 1412 - Costantinopoli, † 1453)
- Giacomo Comincioli, militare italiano (Cevo, n. 1891 - Orobinskji, † 1942)
- Giacomo di Crollalanza, ufficiale e partigiano italiano (Modica, n. 1917 - Bosco di Corniglio, † 1944)
- Giacomo Camillo De Carlo, ufficiale, aviatore e diplomatico italiano (Venezia, n. 1892 - Vittorio Veneto, † 1968)
- Giacomo Boschetti, militare italiano (Modena, n. 1471 - † 1509)
- Giacomo Grecis, militare italiano (Covo, n. 1840 - Gaeta, † 1861)
- Giacomo Griziotti, militare italiano (Corteolona, n. 1823 - Arena Po, † 1872)
- Giacomo Longo, militare e politico italiano (Napoli, n. 1818 - Roma, † 1906)
- Giacomo Macchi, militare e aviatore italiano (Gallarate, n. 1886 - Gallarate, † 1976)
- Giacomo Mazza, militare austriaco (Magasa, n. 1826 - Magasa, † 1911)
- Giacomo Pagliari, militare italiano (Persico, n. 1822 - Roma, † 1870)
- Giacomo Pallotti, militare italiano (Bologna, n. 1897 - Monte Badenecche, † 1917)
- Giacomo Parodo, militare e partigiano italiano (Carloforte, n. 1919 - Bordeaux, † 1944)
- Giacomo Perlasca, ufficiale, partigiano e antifascista italiano (Brescia, n. 1919 - Brescia, † 1944)
- Giacomo Sani, militare e politico italiano (Massa Superiore, n. 1833 - Roma, † 1912)
- Giacomo Schirò, militare italiano (Piana degli Albanesi, n. 1901 - Piana degli Albanesi, † 1920)
- Giacomo Segre, militare italiano (Saluzzo, n. 1839 - Chieri, † 1894)
- Giacomo Sessa, militare, patriota e nobile italiano (Milano, n. 1777 - Arzago d'Adda, † 1862)
- Giacomo Soliman, militare italiano (Cornigliano, n. 1913 - Adi Ucher, † 1937)

## Missionari(1)
- Giacomo Lombardi, missionario italiano (Prezza, n. 1862 - Chicago, † 1934)

## Monaci cristiani(1)
- Alessandro Baldrati, monaco cristiano italiano (Lugo, n. 1595 - Chio, † 1645)

## Musicisti(2)
- Giacomo Fiorenza, musicista e produttore discografico italiano (Firenze, n. 1970)
- Giacomo da San Secondo, musicista e cantante italiano (San Secondo Parmense)

## Musicologi(1)
- Alberto Mantelli, musicologo e critico musicale italiano (Torino, n. 1909 - Torino, † 1967)

## Naturalisti(2)
- Giacomo Damiani, naturalista italiano (Portoferraio, n. 1871 - Portoferraio, † 1944)
- Giacomo Doria, naturalista, botanico e politico italiano (La Spezia, n. 1840 - Borzoli, † 1913)

## Navigatori(1)
- Giacomo Colombo, navigatore italiano (Genova, n. 1468 - Siviglia, † 1515)

## Neuroscienziati(1)
- Giacomo Rizzolatti, neuroscienziato italiano (Kiev, n. 1937)

## Nobili(35)
- Jacques d'Armagnac, nobile francese († 1477)
- Giacomo III di Baden-Hachberg, nobile tedesco (Pforzheim, n. 1562 - Emmendingen, † 1590)
- Giacomo Barozzi di San Moisè, nobile e mercante italiano (Venezia - † 1245)
- Giacomo Boncompagni, III duca di Sora, nobile e militare italiano (Isola del Liri, n. 1613 - Napoli, † 1636)
- Giacomo Enrico di Borbone-Spagna, nobile spagnolo (La Granja de San Ildefonso, n. 1908 - San Gallo, † 1975)
- Giacomo di Braganza, nobile portoghese (Vila Viçosa, n. 1479 - Vila Viçosa, † 1532)
- Giacomo II Caetani dell'Aquila, nobile italiano (Anagni, † 1360)
- Giacomo di Challant-Aymavilles, nobile italiano († 1459)
- Giacomo Contarini, nobile italiano (Nicosia, n. 1536 - † 1595)
- Giacomo Dolfin, nobile, politico e militare italiano (Venezia - Venezia, † 1403)
- Giacomo Feo, nobile italiano (Forlì - Forlì, † 1495)
- Giacomo Alfonso Ferrillo, nobile italiano
- Giacomo di Foix, nobile francese (n. 1469 - Francia, † 1500)
- Giacomo di Nevers, nobile francese (n. 1544 - † 1564)
- Giacomo d'Avesnes, nobile francese (n. 1152 - Arsuf, † 1191)
- Giacomo I di Urgell, nobile (n. 1321 - Barcellona, † 1347)
- Giacomo II di Urgell, nobile (Balaguer, n. 1380 - Jàtiva, † 1433)
- Giacomo Gonzaga, nobile italiano († 1441)
- Giacomo Medici Del Vascello, nobile, politico e ingegnere italiano (Salerno, n. 1883 - Venaria Reale, † 1949)
- Giacomo Moncada, nobile, politico e militare italiano (Messina, n. 1678 - Napoli, † 1743)
- Giacomo Montagano, nobile e condottiero italiano († 1477)
- Giacomo Perollo, nobile italiano (Sciacca, † 1529)
- Giacomo Robustelli, nobile (Grosotto - Domaso, † 1646)
- Giacomo de' Rossi, nobile italiano (Parma - San Secondo Parmense)
- Giacomo Filippo Sacco, nobile e politico italiano (Alessandria - Milano, † 1550)
- Giacomo di Savoia-Acaia, nobile italiano (Pinerolo, n. 1325 - Pinerolo, † 1367)
- Giacomo Luigi Sobieski, nobile polacco (Parigi, n. 1667 - Žovkva, † 1737)
- Giacomo Stewart, duca di Ross, nobile e arcivescovo cattolico scozzese († 1504)
- Giacomo Francesco Edoardo Stuart, nobile inglese (Londra, n. 1688 - Roma, † 1766)
- Giacomo Trotti, nobile, diplomatico e ambasciatore italiano (Ferrara, n. 1423 - Vigevano, † 1495)
- Giacomo De Martino, nobile, diplomatico e politico italiano (Berna, n. 1868 - Roma, † 1957)
- Giacomo del Carretto, nobile italiano (Savona, n. 1215 - † 1268)
- Giacomo Pio di Borbone-Spagna, nobile (Vevey, n. 1870 - Parigi, † 1931)
- Giacomo I di Cipro, nobile cipriota (n. 1334 - Nicosia, † 1398)
- Giacomo di Mailly, nobile e condottiero francese († 1417)

## Notai(1)
- Giacomo Delayto, notaio e storiografo italiano (Rovigo)

## Nuotatori(3)
- Giacomo Carini, nuotatore italiano (Piacenza, n. 1997)
- Giacomo Perez-Dortona, ex nuotatore francese (La Seyne-sur-Mer, n. 1989)
- Giacomo Vassanelli, ex nuotatore italiano (Verona, n. 1983)

## Organari(1)
- Giacomo Filippo Landesio, organaro italiano (n. 1696)

## Organisti(2)
- Giacomo Giuseppe Saratelli, organista e compositore italiano (Bologna, n. 1682 - Venezia, † 1762)
- Giacomo Filippo Spada, organista e presbitero italiano (Venezia, † 1704)

## Ostacolisti(3)
- Giacomo Bertoncelli, ostacolista italiano (Verona, n. 1999)
- Giacomo Carlini, ostacolista, velocista e multiplista italiano (Genova, n. 1904 - Genova, † 1963)
- Giacomo Panizza, ostacolista italiano (Lecco, n. 1989)

## Ottici(1)
- Giacomo Lusverg, ottico e scienziato italiano (Modena - Roma, † 1689)

## Pallamanisti(1)
- Giacomo Savini, pallamanista italiano (Bologna, n. 1998)

## Pallanuotisti(9)
- Giacomo Bini, pallanuotista italiano (Bagno a Ripoli, n. 1990)
- Giacomo Boero, pallanuotista italiano (Genova, n. 1991)
- Giacomo Cannella, pallanuotista italiano (Roma, n. 1997)
- Giacomo Gianni, pallanuotista italiano (Roma, n. 1991)
- Giacomo Lanzoni, pallanuotista italiano (Genova, n. 1993)
- Giacomo Ninfa, ex pallanuotista italiano (Catania, n. 1988)
- Giacomo Pastorino, ex pallanuotista italiano (Savona, n. 1980)
- Giacomo Signori, pallanuotista e nuotatore italiano (Desenzano del Garda, n. 1914 - Desenzano del Garda, † 2005)
- Giacomo Strafforello, pallanuotista italiano (Albenga, n. 1986)

## Pallavolisti(5)
- Giacomo Bellei, pallavolista italiano (Modena, n. 1988)
- Giacomo Giretto, ex pallavolista italiano (Imperia, n. 1973)
- Giacomo Raffaelli, pallavolista italiano (Grosseto, n. 1995)
- Giacomo Rigoni, pallavolista italiano (Sesto San Giovanni, n. 1979)
- Giacomo Sintini, ex pallavolista italiano (Lugo, n. 1979)

## Parolieri(1)
- Giacomo Mario Gili, paroliere italiano (Cossila, n. 1906 - Monza, † 1996)

## Partigiani(6)
- Giacomo Buranello, partigiano italiano (Meolo, n. 1921 - Genova, † 1944)
- Giacomo Cappellini, partigiano italiano (Cerveno, n. 1909 - Brescia, † 1945)
- Giacomo Chilesotti, partigiano e antifascista italiano (Thiene, n. 1912 - Sandrigo, † 1945)
- Giacomo Rossino, partigiano italiano (Castelnuovo di San Damiano d'Asti, n. 1924 - Cisterna d'Asti, † 1945)
- Giacomo Spada, partigiano italiano (Bagolino, n. 1908 - Campo di concentramento di Mauthausen, † 1945)
- Giacomo Ulivi, partigiano italiano (Parma, n. 1925 - Modena, † 1944)

## Patriarchi cattolici(2)
- Giacomo Giuseppe Beltritti, patriarca cattolico italiano (Peveragno, n. 1910 - Gerusalemme, † 1992)
- Giacomo da Itri, patriarca cattolico italiano (Itri, n. 1330 - Avignone, † 1393)

## Patrioti(7)
- Giacomo Amoretti, patriota italiano (San Pancrazio Parmense, n. 1835)
- Giacomo Bracci, patriota e politico italiano (Montepulciano, n. 1826 - Orvieto, † 1906)
- Giacomo Levi Civita, patriota, politico e avvocato italiano (Rovigo, n. 1846 - Padova, † 1922)
- Giacomo Lomellino D'Aragona, patriota italiano (Viterbo, n. 1820 - Stazzano, † 1876)
- Giacomo Pasqual, patriota e militare italiano (Sagliano Micca, n. 1778 - Grenoble, † 1823)
- Giacomo Tofano, patriota, politico e giurista italiano (Paupisi, n. 1799 - Napoli, † 1870)
- Giacomo Venezian, patriota e giurista italiano (Trieste, n. 1861 - Castelnuovo del Carso, † 1915)

## Pedagogisti(1)
- Giacomo Tauro, pedagogista italiano (Castellana Grotte, n. 1873 - Castellana Grotte, † 1951)

## Pianisti(1)
- Giacomo Scinardo, pianista italiano (Paternò, n. 1983)

## Piloti automobilistici(3)
- Giacomo Altoè, pilota automobilistico italiano (Adria, n. 2000)
- Giacomo Ricci, pilota automobilistico italiano (Milano, n. 1985)
- Geki, pilota automobilistico italiano (Milano, n. 1937 - Caserta, † 1967)

## Piloti di rally(1)
- Giacomo Vismara, pilota di rally italiano (Cenate Sopra, n. 1951)

## Piloti motociclistici(1)
- Giacomo Agostini, pilota motociclistico italiano (Brescia, n. 1942)

## Pistard(3)
- Giacomo Bazzan, pistard e ciclista su strada italiano (Vescovana, n. 1950 - Loreo, † 2019)
- Giacomo Gaioni, pistard e ciclista su strada italiano (Roverbella, n. 1905 - Mantova, † 1988)
- Giacomo Stratta, pistard italiano

## Poeti(8)
- Giacomo da Lentini, poeta e notaio italiano (Lentini - Lentini)
- Giacomo Giardina, poeta italiano (Godrano, n. 1901 - Bagheria, † 1994)
- Giacomo Leopardi, poeta, filosofo e scrittore italiano (Recanati, n. 1798 - Napoli, † 1837)
- Giacomo Marchini, poeta e patriota italiano (Casaletto Ceredano, n. 1822 - † 1885)
- Giacomo Noventa, poeta, saggista e letterato italiano (Noventa di Piave, n. 1898 - Milano, † 1960)
- Giacomo Panicucci, poeta italiano (Piombino, n. 1985)
- Giacomo Rossi, poeta, traduttore e librettista italiano
- Giacomo Strizzi, poeta italiano (Alberona, n. 1888 - Torino, † 1961)

## Poliziotti(1)
- Giacomo Sondaz, carabiniere italiano (Lillianes, n. 1833 - Monghidoro, † 1861)

## Presbiteri(22)
- Giacomo Abbondo, presbitero italiano (Tronzano Vercellese, n. 1720 - Vercelli, † 1788)
- Giacomo Alberione, presbitero e editore italiano (Fossano, n. 1884 - Roma, † 1971)
- Giacomo Baccari, presbitero e architetto italiano (Lendinara, n. 1756 - Lendinara, † 1822)
- Giacomo Bianconi, presbitero italiano (Bevagna, n. 1220 - Bevagna, † 1301)
- Giacomo Bini, presbitero e missionario italiano (Ostra Vetere, n. 1938 - Roma, † 2014)
- Giacomo Bresadola, presbitero e micologo italiano (Ortisé, n. 1847 - Trento, † 1929)
- Giacomo Costamagna, presbitero, missionario e vescovo italiano (Caramagna Piemonte, n. 1846 - Bernal, † 1921)
- Giacomo Cusmano, presbitero e medico italiano (Palermo, n. 1834 - Palermo, † 1888)
- Giacomo della Marca, presbitero, santo e francescano italiano (Monteprandone, n. 1393 - Napoli, † 1476)
- Giacomo da Ghazir, presbitero libanese (Ghazir, n. 1875 - Beirut, † 1954)
- Giacomo di Gesù, presbitero spagnolo (Arrieta, n. 1903 - Cuenca, † 1936)
- Giacomo da Cerqueto, presbitero italiano (Cerqueto, n. 1285 - Perugia, † 1366)
- Giacomo Kern, presbitero austriaco (Vienna, n. 1897 - Vienna, † 1924)
- Giacomo Luzietti, presbitero italiano (Corinaldo, n. 1931 - Brezzo di Bedero, † 1994)
- Giacomo Margotti, presbitero, giornalista e teologo italiano (Sanremo, n. 1823 - Torino, † 1887)
- Giacomo Martina, presbitero e storico italiano (Tripoli, n. 1924 - Roma, † 2012)
- Giacomo Maria Paitoni, presbitero e scrittore italiano (Venezia, n. 1708 - Zero Branco, † 1774)
- Giacomo Salomoni, presbitero italiano (Venezia, n. 1231 - Forlì, † 1314)
- Giacomo Spinelli, presbitero, scrittore e economista italiano (Briga Marittima, n. 1637 - Briga Marittima, † 1710)
- Giacomo Stefani, presbitero, educatore e patriota italiano (Magasa, n. 1816 - Magasa, † 1888)
- Giacomo Vender, presbitero, militare e partigiano italiano (Lovere, n. 1909 - Ceratello di Costa Volpino, † 1974)
- Giacomo Zanella, presbitero, poeta e traduttore italiano (Chiampo, n. 1820 - Cavazzale di Monticello Conte Otto, † 1888)

## Principi(6)
- Giacomo di Castiglia, principe (n. 1267 - Orgaz, † 1284)
- Giacomo III di Maiorca, principe (Catania, n. 1315 - Llucmajor, † 1349)
- Giacomo di Monaco, principe monegasco (La Colle, n. 2014)
- Giacomo Stuart, principe scozzese (Saint Andrews, n. 1540 - Saint Andrews, † 1541)
- Giacomo d'Aragona, principe (n. 1296 - Tarragona, † 1334)
- Giacomo di Maiorca, principe spagnolo (n. 1274 - † 1330)

## Psicologi(1)
- Giacomo Stella, psicologo italiano (Vicenza, n. 1949)

## Pugili(2)
- Giacomo Bozzano, pugile italiano (Sestri Levante, n. 1933 - Rapallo, † 2008)
- Giacomo Di Segni, pugile e attore italiano (Roma, n. 1919 - Roma, † 1986)

## Rapper(1)
- Jack the Smoker, rapper e produttore discografico italiano (Milano, n. 1982)

## Registi(10)
- Giacomo Abbruzzese, regista, sceneggiatore e fotografo italiano (Taranto, n. 1983)
- Giacomo Battiato, regista, sceneggiatore e scrittore italiano (Zevio, n. 1943)
- Giacomo Campiotti, regista e sceneggiatore italiano (Varese, n. 1957)
- Giacomo Ciarrapico, regista e sceneggiatore italiano (Roma, n. 1971)
- Giacomo Cimini, regista, sceneggiatore e produttore cinematografico italiano (Roma, n. 1977)
- Giacomo Colli, regista italiano (Brescia, n. 1928 - Desenzano del Garda, † 1994)
- Giacomo Gatti, regista italiano (Milano, n. 1972)
- Giacomo Gentilomo, regista cinematografico e sceneggiatore italiano (Trieste, n. 1909 - Roma, † 2001)
- Giacomo Pedini, regista, direttore artistico e saggista italiano (Assisi, n. 1983)
- Giacomo Vaccari, regista e sceneggiatore italiano (Chieti, n. 1931 - Roma, † 1963)

## Religiosi(12)
- Giacomo Filippo Bertoni, religioso italiano (Faenza, n. 1454 - Faenza, † 1483)
- Giacomo Bonelli, religioso italiano (Dronero - Palermo, † 1560)
- Giacomo Falgarona Vilanova, religioso spagnolo (Argelaguer, n. 1912 - Barbastro, † 1936)
- Giacomo Gaglione, religioso italiano (Marcianise, n. 1896 - Capodrise, † 1962)
- Giacomo Gambera, religioso e missionario italiano (Lumezzane, n. 1856 - New York, † 1934)
- Giacomo Ilario, religioso spagnolo (Enviny, n. 1889 - Tarragona, † 1937)
- Giacomo di Bagnolo, religioso italiano (Novellara)
- Giacomo Illirico, religioso dalmata (Zara - Bitetto, † 1496)
- Giacomo Oliva, religioso italiano (L'Aquila - Roma, † 1476)
- Giacomo Papocchi, religioso italiano (Montieri, n. 1213 - Montieri, † 1289)
- Giacomo Pasquali, religioso italiano (Siena - Siena, † 1331)
- Giacomo Kyuhei Gorobioye Tomonaga, religioso giapponese (Giappone, n. 1582 - Nagasaki, † 1633)

## Rugbisti a 15(4)
- Giacomo Brancoli, rugbista a 15 italiano (Livorno, n. 1991)
- Giacomo Da Re, rugbista a 15 italiano (Treviso, n. 1999)
- Giacomo Nicotera, rugbista a 15 italiano (Trieste, n. 1996)
- Giacomo Zoli, rugbista a 15 italiano (Brescia, n. 1989)

## Saltatori con gli sci(1)
- Giacomo Aimoni, saltatore con gli sci italiano (Ponte di Legno, n. 1939)

## Santi(1)
- Giacomo il Maggiore, santo (Betsaida - Gerusalemme, † 44)

## Scenografi(1)
- Giacomo Torelli, scenografo, ingegnere e architetto italiano (Fano, n. 1608 - Fano, † 1678)

## Schermidori(2)
- Giacomo Falcini, schermidore italiano (Santa Margherita Ligure, n. 1981)
- Giacomo Guidi, schermidore italiano (Roma, n. 1982)

## Sciatori alpini(1)
- Giacomo Bertagnolli, sciatore alpino italiano (Cavalese, n. 1999)

## Scrittori(16)
- Giacomo Agosti, scrittore, produttore teatrale e artista italiano (Milano, n. 1962)
- Giacomo Agostinetti, scrittore italiano (Cimadolmo, n. 1597 - Cimadolmo, † 1682)
- Giacomo Bendotti, scrittore, sceneggiatore e fumettista italiano (Roma, n. 1984)
- Giacomo Bonafede Oddo, scrittore e giornalista italiano (Gratteri, n. 1827 - Lascari, † 1906)
- Giacomo Cacciatore, scrittore e saggista italiano (Polistena, n. 1967)
- Giacomo Cardaci, scrittore e giurista italiano (Udine, n. 1986)
- Giacomo Romano Davare, scrittore, attore e regista teatrale italiano (Alcamo, n. 1945)
- Giacomo Debenedetti, scrittore, saggista e critico letterario italiano (Biella, n. 1901 - Roma, † 1967)
- Giacomo Gardumi, scrittore italiano (Milano, n. 1969)
- Giacomo di Borbone-Busset, scrittore e diplomatico francese (Parigi, n. 1912 - Parigi, † 2001)
- Giacomo Oddi, scrittore italiano (Perugia - Perugia, † 1487)
- Giacomo Oreglia, scrittore, poeta e traduttore italiano (Mondovì, n. 1924 - Stoccolma, † 2007)
- Giacomo Papi, scrittore e giornalista italiano (Milano, n. 1968)
- Giacomo Sartori, scrittore e agronomo italiano (Trento, n. 1958)
- Giacomo Scotti, scrittore, giornalista e traduttore italiano (Saviano, n. 1928)
- Giacomo Stampa, scrittore italiano

## Scultori(23)
- Giacomo Benevelli, scultore italiano (Reggio Emilia, n. 1925 - Pavia, † 2011)
- Giacomo Bonavia, scultore, pittore e urbanista italiano (Piacenza, n. 1705 - Aranjuez, † 1759)
- Giacomo Buzzi Reschini, scultore italiano (Viggiù, n. 1881 - Torino, † 1962)
- Giacomo Camilla, scultore italiano (Ozieri)
- Giacomo Cassetti, scultore italiano (Sambruson, n. 1682 - Vicenza, † 1757)
- Giacomo Colombo, scultore, pittore e disegnatore italiano (Este, n. 1663 - Napoli, † 1731)
- Giacomo Cozzarelli, scultore, architetto e pittore italiano (Siena, n. 1453 - Siena, † 1515)
- Giacomo De Maria, scultore italiano (Bologna, n. 1762 - Bologna, † 1838)
- Giacomo Del Maino, scultore e architetto italiano (Milano - Pavia)
- Giacomo Antonio Fancelli, scultore italiano (Roma, n. 1606 - Roma, † 1674)
- Giacomo Fantoni, scultore italiano (Bologna, n. 1504 - Bologna, † 1540)
- Giacomo Gagini, scultore italiano (Palermo, n. 1517 - Palermo, † 1598)
- Giacomo Medici, scultore italiano († 1594)
- Giacomo Ginotti, scultore italiano (Cravagliana, n. 1845 - Torino, † 1897)
- Giacomo Manzù, scultore e pittore italiano (Bergamo, n. 1908 - Aprilia, † 1991)
- Giacomo Merculiano, scultore, medaglista e illustratore italiano (Napoli, n. 1859 - † 1935)
- Giacomo Monaldi, scultore italiano (Roma, n. 1730 - Varsavia, † 1799)
- Giacomo Paronuzzi, scultore, architetto e restauratore italiano (Aviano, n. 1801 - Tersatto, † 1839)
- Giacomo Antonio Ponsonelli, scultore italiano (Carrara, n. 1654 - Genova, † 1735)
- Giacomo Serpotta, scultore e stuccatore italiano (Palermo, n. 1656 - Palermo, † 1732)
- Giacomo Sozzi, scultore italiano (Castione della Presolana)
- Giacomo Zilocchi, scultore italiano (Piacenza, n. 1862 - Firenze, † 1943)
- Giacomo da Campione, scultore e architetto italiano (Milano, † 1398)

## Sindacalisti(2)
- Giacomo Brodolini, sindacalista e politico italiano (Recanati, n. 1920 - Zurigo, † 1969)
- Giacomo Spissu, sindacalista e politico italiano (Giave, n. 1950)

## Snowboarder(1)
- Giacomo Kratter, snowboarder italiano (Udine, n. 1982)

## Sovrani(15)
- Giacomo I d'Inghilterra, re (Edimburgo, n. 1566 - Londra, † 1625)
- Giacomo I d'Aragona, re (Montpellier, n. 1208 - Valencia, † 1276)
- Giacomo I di Scozia, re (Dunfermline Palace, n. 1394 - Perth, † 1437)
- Giacomo II d'Aragona, re (Valencia, n. 1267 - Barcellona, † 1327)
- Giacomo II d'Inghilterra, re (Londra, n. 1633 - Saint-Germain-en-Laye, † 1701)
- Giacomo II di Borbone-La Marche, sovrano francese (n. 1370 - Besançon, † 1438)
- Giacomo II di Cipro, sovrano cipriota (Nicosia - Nicosia, † 1473)
- Giacomo II di Maiorca, re (Montpellier, n. 1243 - Palma di Maiorca, † 1311)
- Giacomo II di Scozia, re (Edimburgo, n. 1430 - Roxburgh, † 1460)
- Giacomo III di Cipro, sovrano cipriota (Famagosta, n. 1473 - Famagosta, † 1474)
- Giacomo III di Scozia, re scozzese (Stirling - Sauchieburn, † 1488)
- Giacomo IV di Maiorca, sovrano spagnolo (Perpignano, n. 1336 - Soria, † 1375)
- Giacomo IV di Scozia, re (Stirling, n. 1473 - Northumberland, † 1513)
- Giacomo V di Scozia, re (Lothian Occidentale, n. 1512 - Fife, † 1542)
- Giacomo I di Baden, sovrano tedesco (Hachberg, n. 1407 - Mühlburg, † 1453)

## Storici(12)
- Giacomo Arditi, storico italiano (Presicce, n. 1815 - † 1891)
- Giacomo Carlo Bascapè, storico, paleografo e archivista italiano (Redavalle, n. 1902 - Scopello, † 1993)
- Giacomo Bosio, storico italiano (Chivasso, n. 1544 - Roma, † 1627)
- Giacomo Bracelli, storico e diplomatico italiano (Sarzana, n. 1390 - Genova, † 1466)
- Giacomo Catone, storico e abate italiano (Napoli, n. 1769 - Gesualdo, † 1851)
- Giacomo Cenna, storico italiano (Venosa, n. 1560 - Venosa)
- Giacomo Gorrini, storico e diplomatico italiano (Molino dei Torti, n. 1859 - Roma, † 1950)
- Giacomo Laderchi, storico italiano (Faenza, n. 1678 - Roma, † 1738)
- Giacomo Malvezzi, storiografo italiano († 1454)
- Giacomo Marzari, storico italiano (Vicenza)
- Giacomo Racioppi, storico, politico e economista italiano (Moliterno, n. 1827 - Roma, † 1908)
- Giacomo Zaccaria, storico italiano (Ricò, n. 1904 - Forlì, † 1991)

## Storici dell'arte(1)
- Giacomo Carrara, storico dell'arte, collezionista d'arte e nobile italiano (Bergamo, n. 1714 - Bergamo, † 1796)

## Storici della filosofia(1)
- Giacomo Scarpelli, storico della filosofia, sceneggiatore e scrittore italiano (Roma, n. 1956)

## Stuccatori(1)
- Giacomo Perinetti, stuccatore italiano (Dorstadt, † 1716)

## Tenori(5)
- Giacomo Aragall, tenore spagnolo (Barcellona, n. 1939)
- Giacomo David, tenore italiano (Presezzo, n. 1750 - Bergamo, † 1830)
- Giacomo Guglielmi, tenore, violinista e docente italiano (Massa, n. 1782 - † 1840)
- Giacomo Lauri-Volpi, tenore italiano (Lanuvio, n. 1892 - Burjassot, † 1979)
- Giacomo Roppa, tenore italiano

## Teologi(4)
- Giacomo Certani, teologo e filosofo italiano (Bologna)
- Giacomo Micalori, teologo, filosofo e astronomo italiano (Urbino, n. 1570 - † 1645)
- Giacomo Pignatelli, teologo italiano (n. 1625 - † 1698)
- Giacomo Giacinto Serry, teologo francese (Tolone, n. 1659 - Padova, † 1738)

## Tipografi(1)
- Giacomo Mascardi, tipografo italiano (Roma, n. 1567 - Roma, † 1634)

## Traduttori(2)
- Giacomo da Venezia, traduttore italiano
- Giacomo Prampolini, traduttore, saggista e poeta italiano (Milano, n. 1898 - Pisa, † 1975)

## Trovatori(1)
- Giacomo Grillo, trovatore, poeta e magistrato italiano

## Velocisti(1)
- Giacomo Puosi, ex velocista italiano (Viareggio, n. 1946)

## Vescovi(4)
- Giacomo il Giusto, vescovo e santo ebreo antico (Nazareth - Gerusalemme, † 62)
- Giacomo di Nisibi, vescovo e santo siro (Nisibi, † 338)
- Giacomo di Tarantasia, vescovo, missionario e santo siro (Assiria - Arles, † 429)
- Giacomo di Sutri, vescovo italiano (Sutri, † 1325)

## Vescovi cattolici(37)
- Giacomo Alberti, vescovo cattolico italiano (Prato - Monaco di Baviera)
- Giacomo Babini, vescovo cattolico italiano (Verghereto, n. 1929 - Arezzo, † 2021)
- Giacomo Bacio Terracina, vescovo cattolico italiano († 1499)
- Giacomo Barabino, vescovo cattolico italiano (Ceranesi, n. 1928 - Vallecrosia, † 2016)
- Giacomo Bellucci, vescovo cattolico italiano (Scansano, n. 1832 - Chiusi, † 1917)
- Giacomo Benfatti, vescovo cattolico italiano (Mantova, n. 1250 - Mantova, † 1332)
- Giacomo Bernardi, vescovo cattolico italiano (Sant'Annapelago, n. 1799 - Massa, † 1871)
- Giacomo Bignotti, vescovo cattolico italiano (Romanore, n. 1791 - † 1857)
- Giacomo Cannonero, vescovo cattolico italiano (Ovada, n. 1902 - Asti, † 1977)
- Giacomo Capuzzi, vescovo cattolico italiano (Manerbio, n. 1929 - Brescia, † 2021)
- Giacomo Cavalli, vescovo cattolico italiano (n. 1350)
- Giacomo Cirulli, vescovo cattolico italiano (Cerignola, n. 1952)
- Giacomo Coccia, vescovo cattolico italiano (Santa Lucia del Mela, n. 1762 - San Filippo del Mela, † 1829)
- Giacomo Antonio Colli, vescovo cattolico italiano (Casale Monferrato, n. 1811 - Roma, † 1872)
- Giacomo Colonna, vescovo cattolico italiano († 1341)
- Giacomo Maria Corna Pellegrini Spandre, vescovo cattolico italiano (Pisogne, n. 1827 - Brescia, † 1913)
- Giacomo Falconetti, vescovo cattolico italiano (Siena, n. 1656 - Scarlino, † 1710)
- Giacomo Filippo Gentile, vescovo cattolico italiano (Genova, n. 1809 - Cornigliano Ligure, † 1875)
- Giacomo, vescovo cattolico italiano († 1236)
- Giacomo II, vescovo cattolico italiano (Torino, † 1231)
- Giacomo di Carisio, vescovo cattolico italiano (Carisio - Torino, † 1226)
- Giacomo da Cerreto, vescovo cattolico italiano (Cerreto Sannita - † 1372)
- Giacomo Goblin, vescovo cattolico boemo († 1369)
- Giacomo Goria, vescovo cattolico italiano (Villafranca d'Asti, n. 1571 - Vercelli, † 1648)
- Giacomo Lanzetti, vescovo cattolico italiano (Carmagnola, n. 1942)
- Giacomo de Luciis, vescovo cattolico e letterato italiano (Sutri - Caiazzo, † 1494)
- Giacomo Mariani, vescovo cattolico italiano († 1470)
- Giacomo Mignanelli, vescovo cattolico italiano (n. 1529 - † 1576)
- Giacomo Radini-Tedeschi, vescovo cattolico e sociologo italiano (Piacenza, n. 1857 - Bergamo, † 1914)
- Giacomo de' Rossi, vescovo cattolico italiano (Parma - San Secondo Parmense, † 1418)
- Giacomo Rosso, vescovo cattolico italiano (Valmala, n. 1885 - Cuneo, † 1957)
- Giacomo Rovellio, vescovo cattolico italiano (Salò, † 1610)
- Giacomo Tolomei, vescovo cattolico italiano (Siena - † 1390)
- Giacomo Filippo Tomasini, vescovo cattolico, letterato e storico italiano (Padova, n. 1595 - Cittanova d'Istria, † 1655)
- Giacomo de Via, vescovo cattolico e cardinale francese (Cahors - Avignone, † 1317)
- Giacomo Vianol, vescovo cattolico italiano (Venezia, n. 1598 - Venezia, † 1691)
- Giacomo Antonio della Torre, vescovo cattolico italiano († 1486)

## Vescovi cristiani orientali(1)
- Giacomo II, vescovo cristiano orientale siro († 773)

## Vescovi ortodossi(1)
- Giacomo di Alessandria, vescovo ortodosso greco (Patmo, n. 1803 - Patmo, † 1865)

## Viaggiatori(1)
- Giacomo Castelvetro, viaggiatore e umanista italiano (Modena, n. 1546 - Londra, † 1616)

## Violinisti(1)
- Giacomo Costa, violinista italiano (Genova - Genova)

## Wrestler(1)
- Al Costello, wrestler italiano (Santa Marina Salina, n. 1919 - Clearwater, † 2000)

## Senza attività specificata(20)
- Giacomo Sciarra Colonna, cavaliere medievale italiano (Roma, n. 1270 - Modena, † 1329)
- Giacomo I Crispo, duca (Ferrara, † 1418)
- Giacomo II Crispo, duca (n. 1426 - † 1447)
- Giacomo III Crispo, duca († 1480)
- Giacomo IV Crispo, duca (Venezia, † 1576)
- Giacomo Fantoni, ciclista di BMX italiano (Zevio, n. 1991)
- Giacomo il Minore (Gerusalemme, † 62)
- Giacomo I di Borbone-La Marche, conte (n. 1319 - Lione, † 1362)
- Giacomo di Savoia-Romont, conte (Ginevra, n. 1450 - Castello di Ham, † 1486)
- Giacomo di Brézé, francese (Nogent-le-Roi, † 1494)
- Giacomo l'Interciso, persiano (Beth Lapat - Ctesifonte)
- Giacomo Inaudi, italiano (Borgata Norat, n. 1867 - Champigny-sur-Marne, † 1950)
- Jacob Kettler, duca (Kuldīga, n. 1610 - Jelgava, † 1682)
- Giacomo di Lusignano, conte
- Giacomo Maria Manzoni, italiana (Barzio, n. 1576 - Lecco, † 1642)
- Giacomo Matiz, ex sciatore freestyle italiano (Gemona del Friuli, n. 1986)
- Giacomo Sartori, mandolinista, violinista e compositore italiano (Ala, n. 1860 - Trento, † 1946)
- Giacomo Stewart, conte scozzese (n. 1531 - Linlithgow, † 1570)
- Giacomo e Giovanni Battista Tocci, italiano (Locana, n. 1877)
- Giacomo di Savoia-Nemours, duca (Vauluisant, n. 1531 - Annecy, † 1585)